# Jirō Akagawa
Jirō Akagawa (japanisch 赤川 次郎, Akagawa Jirō; * 29. Februar 1948 in Fukuoka, Präfektur Fukuoka) ist ein japanischer Schriftsteller. Er ist vor allem für seine humorvollen Detektiv- und Schauergeschichten bekannt. 1976, dem Jahr, in dem er sich dem professionellen Schreiben widmete, erschien sein Debüt Geisterbahn, mit der er den renommierten All Yomimono New Mystery Writers Prize gewann.
Akigawa gilt als außerordentlich produktiv, so hat er bisher mehr als 480 Kurzgeschichten verfasst und mehr als 300 Millionen Einzelausgaben verkauft. Seine Werke finden als Vorlagen für Animes, Videospiele, Fernsehsendungen oder Filme Aufnahme in die Popkultur. Eine seiner bekanntesten Serien ist die des Katzen-Detektivs Mikeneko Hōmuzu (三毛猫ホームズ).

## Übersetzungen
- Jirō Akagawa: Japanischer Alltag. Kurzgeschichten. Übersetzt von Gerhard Bierwirth und Arno Moriwaki, Hamburg, Buske 2009, ISBN 978-3-87548-538-7 (Zweisprachig Deutsch – Japanisch)
  - Uso no hottan (嘘の発端)
    - dt. Wie Lügen anfangen, S. 9–25[2]

  - Machigai denwa (まちがい電話)
    - dt. Falsch verbunden!, S. 29–47

  - Fukai shisū nanajū kyū (不快指数79)
    - dt. Der Unlust-Index 79, S. 51–69

  - Jū hassai no hanayome (十八歳の花嫁)
    - dt. Die Braut ist erst achtzehn, S. 73–91

  - Atsusugita oshibori (熱すぎたおしぼり)
    - dt. Das Erfrischungstuch war zu heiß, S. 95–113

  - Tadashii kyūjitsu no sugoshikata oshiemasu (正しい休日の過し方教えます)
    - dt. Ich zeige dir mal, wie man richtig Urlaub macht, S. 117–133

  - Wagako no sakubun	(わが子の作文)
    - dt. Ausgerechnet unsere Tochter – ein Schulaufsatz, S. 137–155

  - Uwasa (うわさ)
    - dt. Das Gerücht, S. 159–177